# الوهبية

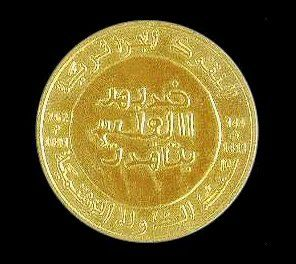
دينار ذهبي يحمل شعار الدولة الوهبية أو الرستمية

الوهبية هي فرقة مسلمة اباضية  توالي الامام عبدالوهاب بن عبدالرحمن بن رستم الرستمي (المتوفى عام 832م ) إمام الدولة الرستمية (الجزائر حاليا)، وقد سميت بالوهبية نسبة إليه.، والوهبية هم غالبية الاباضية في وقتنا الحاضر.

## النشأة
تولى عبد الوهاب الإمامة بعد وفاة ابيه عبدالرحمن بن رستم بالاجماع تقريبا، وقد رشح أبوه رحمه الله سبعة رجال من مشاهير القوم وخيارهم وجعلها شوری بينهم ومنهم هذا الامام ومسمود الاندلسي ويزيد بن فندين اليفرني وكان هذان المرشحان في مقدمة المبايعين له الا أن كلأ منهما لصاحبه على طرفي نقيض في سلوكه، وذلك لأن مسعودا أظهر من الوقاء والولاء للامام عبد الوهاب ما لا مزيد عليه مستزيد مع أن العامة كانت تؤثره حتى على عبد الوهاب نفسه لولا أنه توارى عن الانظار إلى أن تحقق أنهم ولوا وجوههم عنه وهرعوا إلى مبايعة عبد الوهاب فبادر إلى تقديم البيعة له ووفى وله الفضل .

## الفتنة بين الوهبية والنكارية
الفتنة التي حصلت بين الامام عبد الوهاب وبين ابن فندين يذكرها لنا العلامة الشيخ أبي الربيع سليمان الباروني في كتابه مختصر تاريخ الاباضية، قال: أما أبن فندين فأظهر من الخلاف على الامام بعد البيعة ما به أضحى رأس الناقمين عليه والشهاب الموقد للفتنة العظيمة التي اضطر الامام إلى قمعها بامتشاق الحسام وخوض غمار الحروب الشديدة لاجل اطفائها، ذلك لأن ابن فندين استعان على اضرامها بوسائل دينية استغفل بها فريقا كبيرا من العامة واستخفهم اليها فاصبح اطفاؤها ليس بالأمر الهين، وما توفق الامام إلى القضاء عليها الا بعد سفك دماء غزيرة، وكان عدد ضحايا هذه الفتنة لا يقل عن عشرين الفا من الطرفين من بينهم رأس الفتنة يزيد بن فندين

## سبب الفتنة
يكمل الشيخ سليمان فيوضح أسباب الفتنة، فيقول: السبب الوحيد الرئيسي لفتنته وخلافه هو حب الرئاسة والتوظيف في مناصب الدولة الا أنه في الظاهر جعل وسيلة أخرى لاثارة الفتنة والتلبيس على من اتبعه وهي المطالبة باقامة هيئة استشارية لا يصدر الامام في أمر من الامور الا عن رأيها ثم تدرج واستدرج من وافقه إلى انكار امامة الامام عبد الوهاب من أصلها بدعوى أن في المسلمين من هو أعلم منه فاستصوب رأيه من استصوب وسفهه الاكثرون وأدى ذلك إلى استفتاء الفريقين أحد الامامين الربيع بن حبيب أو أبي عبيدة مسلم ومن بالمشرق من أكابر الاباضية وفقهائُهم ومنهم شعيب الصري فجاء الرد بموافقة ما عليه الجمهور من تصويب الامام وتخطئة ابن فندين وشیعته، الا شعیبا فانه بعد أن وافق الجمهور في صحة الامام ووجوب طاعته عاد في رأيه ونكص على عقبيه وحدثته أفكاره باغتنام فرصة الافتراق لترشيح نفسه إلى مقام الإمامة بتيهرت فرحل اليها مسرعا بالرغم عن نهي رجالات مصر الاباضيين، وطوى تلك المسافات الشاسعة على ما قيل في عشرين مرحلة مواصلا الليل بالنهار فاجتمع بالامام ثم بابن فندين وأيده فيما تمسك به وصار تابعا له غير متبوع، وأخيرا قضی الامام على الفتنة وعاد شعيب إلى وطنه يحمل من اثم الفتنة ووزر الطعن في الامام العادل، وابن فندين هذا هو رأس الفرقة النكارية من الاباضية ويسمون مستاوة وقد سموا بالنكار لأنهم أنكروا امامة الامام عبد الوهاب وأكبر فقهائهم عبد الله بن يزيد، وأما الذين أيدوا عبد الوهاب وصوبوا امامته فسموا وهبية وهم جمهور اباضية المغرب. ينتهي كلام الشيخ هنا.